# Bobi Klintman
Bo ''Bobi'' Klintman, född 6 mars 2003 i Malmö, är en svensk professionell basketspelare som spelar i Detroit Pistons i den amerikanska basketligan National Basketball Association (NBA). Han spelade tidigare proffsbasket i australiensiska Cairns Taipans och dessförinnan collegebasket i Wake Forest Demon Deacons. 
Bobi Klintmans moderklubb är Trelleborg Pirates. 